# Túrios
Túrios o Turis (en grec antic: Θούριοι, Thúrioi, llatí: Thurii o Thurium) va ser una ciutat de la Magna Grècia situada al golf de Tàrent, prop de Síbaris, ciutat que va substituir.

## Història

### Fundació
Va ser una de les darreres colònies gregues i es va fundar tardanament, 70 anys després que Crotona destruís la ciutat de Síbaris. Les restes de l'antiga ciutat van quedar desertes durant 58 anys. L'any 452 aC un grup de sibarites exiliats o de descendents de sibarites van intentar establir una nova ciutat sota la direcció de caps d'origen tessali, i la colònia va arribar aviat a ser molt pròspera, de manera que al cap d'uns cinc anys els de Crotona, engelosits, els van expulsar. Els fugitius van demanar ajuda a Esparta que no va respondre i llavors van demanar ajut a Atenes, que va acceptar, i així Pèricles va enviar una flota atenenca que va restablir als expulsats i va portar nous colons dirigits per Lampó i Xenòcrit, una part atenencs i altres d'altres llocs de Grècia, entre els quals l'historiador Heròdot i l'orador Lísies. Els nous colons es van establir primer al lloc de l'antiga Síbaris, però al cap de poc es van traslladar, en seguir les instruccions d'un oracle, a un lloc no gaire llunyà, on hi havia una font anomenada Túria de la que la ciutat va prendre el nom, suposadament l'any 446 aC (segons Diodor de Sicília) o potser el 443 aC.

### L'època atenesa
Atenes segurament va protegir la colònia d'un nou atac de Crotona, però no va evitar les disputes entre els descendents dels sibarites i els nous colons atenencs i grecs, perquè els primers reclamaven alguns privilegis i especialment certes magistratures. Finalment hi va haver una guerra civil i els sibarites van ser derrotats i expulsats, i es van establir llavors a la riba del Traent, però, atacats per les tribus de la zona, es van dispersar.
Túrios va fer llavors un tractat de pau amb Crotona i després la ciutat no va parar de créixer. Van arribar nous colons, especialment del Peloponnès, però la ciutat seguia sent nominalment una colònia atenenca, tot i que els atenencs eren una petita minoria. Els ciutadans es van dividir en deu tribus, que portaven noms que indicaven els seus orígens (Arcadis, Aqueus, Èlides, Beocis, Amfictiònics, Dòrics, Jonis, Atenencs, Eubeus, i Nesiòtics o illencs). Van establir una forma democràtica de govern i es creu que la ciutat va disposar d'un codi de lleis. Diodor diu que el codi va ser obra de Carondes, que havia estat ciutadà de Túrios, però això és un error.
Aviat va entrar en guerra amb Tarant per la possessió del territori de Siris, uns 50 km al nord de Túrios, que els atenencs reclamaven i en van prendre possessió. Com a general en aquella guerra, Túrios va tenir Cleàndrides d'Esparta, que havia estat expulsat de Grècia uns anys abans. Finalment es va arribar a un acord i al territori disputat s'hi va fundar la colònia d'Heraclea, comuna de les dues ciutats.
Les disputes entre els antics descendents dels sibarites que havien tornat a la ciutat i els atenencs i la resta de grecs es van repetir. Finalment l'oracle de Delfos va posar fi als conflictes quan va decidir que la ciutat no tenia altre fundador que Apol·lo.
Durant l'expedició dels atenencs a Sicília la ciutat es va dividir en dos partits, l'un a favor d'Atenes i l'altre en contra. Aquest darrers van predominar i la ciutat es va declarar neutral com les altres de la Magna Grècia. Però l'any 213 aC el partit atenenc va aconseguir imposar-se i van donar assistència a la flota dirigida per Demòstenes i Eurimedont, que van parar a Túrios, i que a més van rebre una força auxiliar de 700 hoplites i 300 arquers. Després les notícies de la ciutat desapareixen per més de 20 anys.

### Decadència
A partir del 390 aC van començar les incursions dels lucans. Les ciutats de la Magna Grècia van formar una lliga defensiva, però Túrios, impacient, va atacar als lucans sola amb un exèrcit de 14.000 homes i 1.000 cavallers, i va rebutjar els atacs lucans, però quan van entrar massa precipitadament en territori lucà van ser totalment derrotats prop de Laüs i deu mil soldats hi van morir.
Això va afectar greument l'economia de la ciutat, que va entrar en decadència, mentre els lucans i els brucis augmentaven el seu poder i amb els seus atacs van impedir que Túrios pogués recobrar-se. La ciutat també estava enemistada amb Dionís de Siracusa, que havia ajudat als lucans. El germà de Dionís, Leptines i el seu amic Filist es van retirar exiliats a Túrios. A partir del 356 aC van ser els Brucis els que van assolir l'hegemonia i fins i tot Diodor de Sicília diu que van arribar a conquerir Túrios. No se sap del cert el que va passar perquè Túrios va desaparèixer per molt de temps de la història.
Durant la campanya a Itàlia d'Alexandre d'Epir no s'esmenta Túrios, però més tard torna a aparèixer com a ciutat independent, tot i que de menys importància que antigament: pressionada pels lucans va demanar l'aliança de Roma que hi va enviar a Gai Fabrici Luscí, que va derrotar els lucans que assetjaven la ciutat i els va tornar a derrotar en alguns combats menors prop de la ciutat, i així va assegurar la independència de la ciutat. Però poc després Tarant la va atacar, i segurament la va ocupar i saquejar, i això va ser una de les principals causes per les quals Roma va declarar la guerra a Tarant l'any 282 aC.

### L'època romana

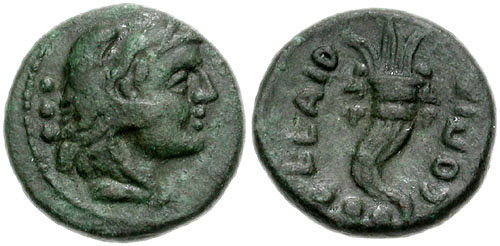
Monedes de l'època romana

Túrios va ser una ciutat independent aliada de Roma, i com moltes altres, de fet n'era una dependència. Una guarnició romana es va establir a la ciutat. No s'esmenta durant les campanyes de Pirros, ni a la Primera Guerra Púnica, però va tenir un paper destacat a la Segona Guerra Púnica, i Hanníbal la va ocupar. Va ser una de les primeres ciutats que es va revoltar contra els cartaginesos, però el moment exacte no és conegut, ja que Titus Livi en un passatge ho situa després de la batalla de Cannas i en un altre bastant més tard. L'any 213 aC la ciutat va tornar a ser dependència de Roma i la guarnició romana hi va tornar. El 212 aC el partit cartaginès de Túrios va agafar el poder i va entregar la ciutat al general Hannó. El 210 aC Hanníbal, que no podia protegir als seus aliats de la regió, va traslladar a Túrios els habitants d'Atella que havien sobreviscut a la caiguda de la ciutat, però Túrios mateix va haver de ser evacuada no gaire més tard. L'any 204 aC Hanníbal va retirar les seves forces del Brutium, i va traslladar a Crotona 3.500 dels principals ciutadans de Túrios i va permetre a les seves tropes que saquegessin la ciutat de manera que els romans no hi trobessin res.
Des de llavors la decadència de Turis es va accentuar fins que, gràcies a la fertilitat del territori, l'any 194 aC va ser elegida per rebre una colònia romana de dret llatí; aquesta colònia segons Estrabó, s'anomenava Copiae (o Copia segons apareix escrit a les monedes) es va compondre de 3.000 homes i 300 cavallers. Segons Titus Livi estava situada al Thurinum agrum. Copia o Copiae no va ser un nom durador i finalment Túrios va prevaldre.
Va ser un municipi romà fins al final de la República. L'any 72 aC Espàrtac la va ocupar i li va fer pagar una contribució però la va respectar. Durant la guerra civil Juli Cèsar hi va establir una guarnició de cavallers gals i hispans. A Túrios es va revoltar Marc Celi, revolta que li va costar la vida. L'any 40 aC Sext Pompeu la va atacar i va assolar el territori, però davant de les muralles de la ciutat va haver de retrocedir. Plini el vell, Claudi Ptolemeu i Estrabó l'esmenten més tard com una ciutat provincial, probablement l'única de certa importància al golf de Trant, entre Crotona i Tarant, ja que Metapont i Heraclea ja havien desaparegut o eren totalment decadents.
Al segle vi encara l'esmenta Procopi de Cesarea i el seu nom es troba tant a l'Itinerari d'Antoní com a la Taula de Peutinger, probablement ja en una fase avançada de la decadència. En quin moment va desaparèixer, no se sap, però va ser a l'edat mitjana i els seus habitants es van refugiar en un lloc de nom Terranova, a uns 20 km a l'interior, sobre un turó, a la riba esquerra del riu Crati.

### Situació
Les ruïnes que hi ha a l'actual Coscile, que antigament es van atribuir a Síbaris, sembla que són en realitat les de Turis; o també podrien ser unes altres ruïnes a la unió dels rius Crati i Síbaris. Els arqueòlegs encara no estan segurs de la posició exacta: 39° 41′ 42″ N, 16° 28′ 16″ E / 39.69500°N,16.47111°E és una hipòtesi.

## Persones de Turis
- Alexis de Turis, comediògraf
- Patrocles de Turis, poeta
- Zaleuc, legislador, nascut a Turis segons la Suïda